# Lenek
Lenek is een bestuurslaag in het regentschap Oost-Lombok van de provincie West-Nusa Tenggara, Indonesië. Lenek telt 12.948 inwoners (volkstelling 2010).